# Itame metanemaria
Itame metanemaria är en fjärilsart som beskrevs av George Duryea Hulst 1887. Itame metanemaria ingår i släktet Itame och familjen mätare. Inga underarter finns listade i Catalogue of Life.